# Gninsy
Gninsy è un arrondissement del Benin situato nella città di Pèrèrè (dipartimento di Borgou) con 12.479 abitanti (dato 2006).